# Архипов, Андрей Владимирович
Андрей Владимирович Архипов (род. 29 ноября 1967 года, Дзержинск, Горьковская область, РСФСР, СССР) — российский художник, дизайнер, член-корреспондент РАХ (2023).

## Биография
Родился 29 ноября 1967 года в Дзержинске Нижегородской области, живёт и работает в Москве.
В 1996 году — окончил кафедру графического дизайна Московского государственного художественно-промышленного университета имени С. Г. Строганова, руководитель диплома Е. С. Чуканова.
С 2014 года — член Московской областной общественной организации «Союз художников», с 2020 года - член правления, председатель Регионального отделения.
В 2023 году — избран членом-корреспондентом Российской академии художеств от Отделения дизайна.

## Творческая деятельность
Основные произведения
- работы в области дизайна: графический дизайн-проект «Москва кабацкая» по мотивам В. А. Гиляровского (1997), дизайн-проект «Новое время» (2018);
- работы в области живописи: «Ранняя весна» (1998, холст, масло), «Под солнцем» (1998, холст, масло), «Пионы на окне» (1998, холст, масло), «Вечерняя набережная» (2019, холст, масло, 70*60), «Белая мечеть» (2022, холст, масло), «Белая мечеть. Булгар» (2022, холст, масло, 80*60), «Казанский кремль» (2022, холст, масло, 80*60), «Купающиеся мальчики» (2023, холст, масло, 50*40), «Маэстро» (2023, холст, масло, 80*60), «Старый Дмитров» (2023, холст, масло, 60*50), «Рождества Богородицы Свято-Пафнутьев Боровский Монастырь» (2024, холст, масло, 70*60) и другие.

Произведения находятся в коллекции Музея изобразительных искусств имени С. Д. Эрьзи (Саранск); Таганрогского художественного музея, Кирилло-Белозерского историко-архитектурного и художественного музея-заповедника (Кириллов, Вологодская область), художественного музея имени П. В. Масленикова (Могилёв), фондах Центрального духовного управления мусульман России (Москва), Российской академии художеств (Москва), а также в частных коллекциях в России, Китае, Испании, США.
Участник международных, всесоюзных, республиканских, всероссийских, зональных, межрегиональных выставок с 1996 года.
Персональные выставки прошли в Центральном доме художника (Москва, 2002), Донской государственной публичной библиотеке (Ростов-на-дону, 2023), Инновационном центре «Сколково» (Москва, 2024).

## Награды
Награды РАХ
- Золотая медаль «Достойному» РАХ (2021)